# 60 років членства України в ООН (срібна монета)
«60 ро́ків чле́нства Украї́ни в ООН» — срібна ювілейна монета номіналом 10 гривень, випущена Національним банком України. Присвячена 60-річчю членства України в Організації Об'єднаних Націй  — міжнародній організації незалежних держав, створеній для підтримання миру і міжнародного співробітництва, серед перших членів якої була й Україна.
Монету введено до обігу 24 травня 2005 року. Вона належить до серії «Інші монети».

## Опис та характеристики монети
| Номінал грн. | Метал           | Маса, грам   | Діаметр, мм. | Якість виготовлення | Гурт     | Тираж, штук |
| ------------ | --------------- | ------------ | ------------ | ------------------- | -------- | ----------- |
| 10           | срібло (Ag 925) | 31,1 / 33,62 | 38,6         | пруф                | рифлений | 5 000       |

### Аверс
На аверсі монети праворуч на рельєфному тлі півколом зображено оливкову гілку, яка прикрашає емблему ООН (символ миролюбства), на дзеркальному тлі розміщено малий Державний Герб України, ліворуч написи: «УКРАЇНА»/ «10»/ «ГРИВЕНЬ»/ «2005», позначення металу, його проби  — «Ag 925», вага в чистоті  — «31,1» та логотип Монетного двору Національного банку України.

### Реверс

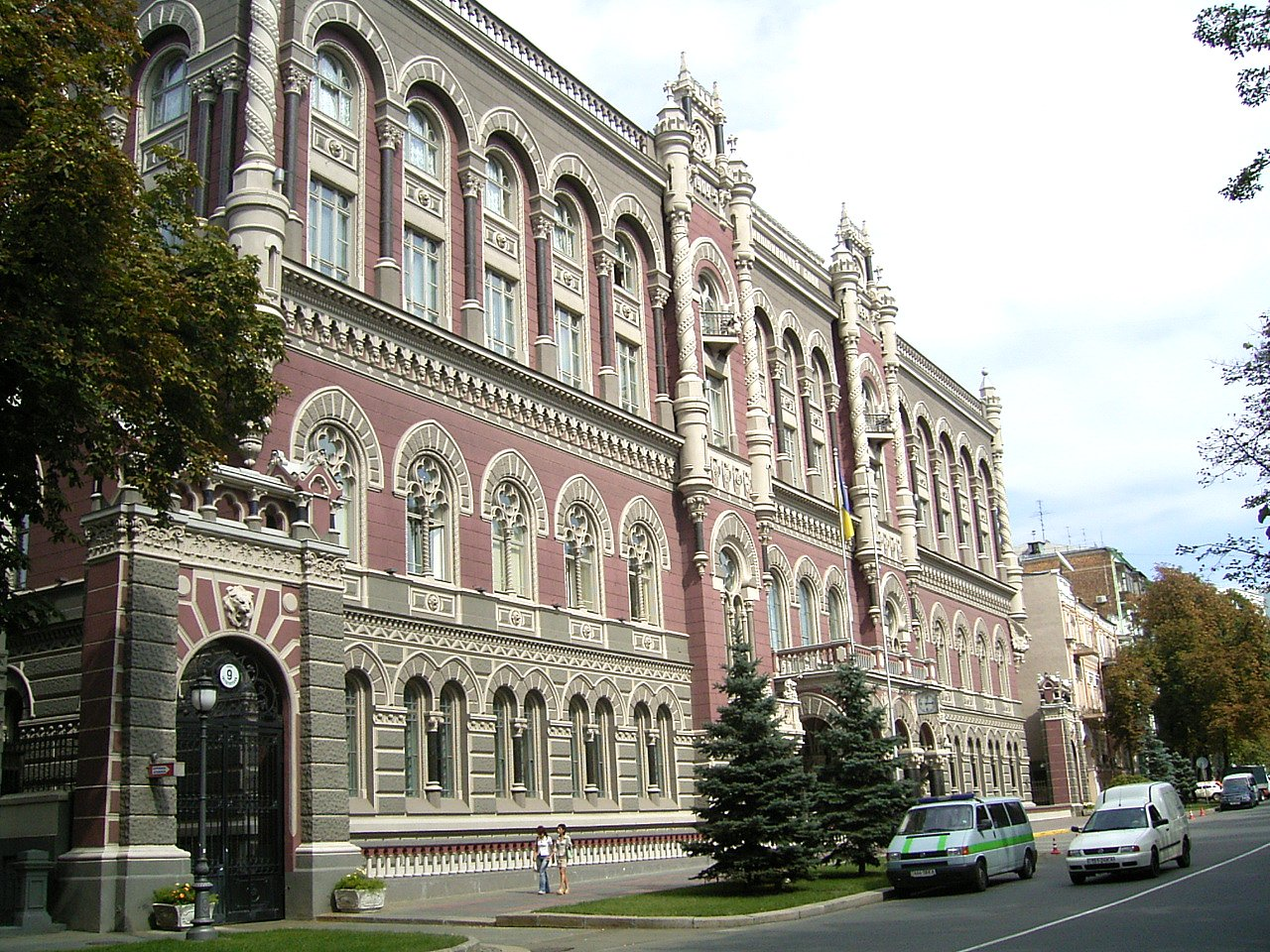
Будівля Національного банку України

На реверсі монети стилізовано зображено фрагмент земної кулі, угорі розміщено емблему Організації Об'єднаних Націй, ліворуч напис у п'ять рядків «60 РОКІВ ЧЛЕНСТВА УКРАЇНИ В ООН».

## Автори
- Художники: Таран Володимир, Харук Олександр, Харук Сергій.
- Скульптор — Іваненко Святослав.

## Вартість монети
Ціна монети — 956 гривень, була вказана на сайті Національного банку України 2018 року.
Фактична приблизна вартість монети, з роками змінювалася так:
| Рік        | 2010 | 2011 | 2012 | 2013 | 2014 | 2015 | 2016 | 2017 | 2018 | 2019 | 2020 | 2021 | 2022  | 2023  | 2024  | 2025  |
| ---------- | ---- | ---- | ---- | ---- | ---- | ---- | ---- | ---- | ---- | ---- | ---- | ---- | ----- | ----- | ----- | ----- |
| Ціна, грн. | 370  | 450  | 450  | 450  | 450  | 550  | 750  | 950  | 790  | 750  | 670  | 970  | 1 100 | 1 600 | 2 500 | 2 600 |